# Czupryna

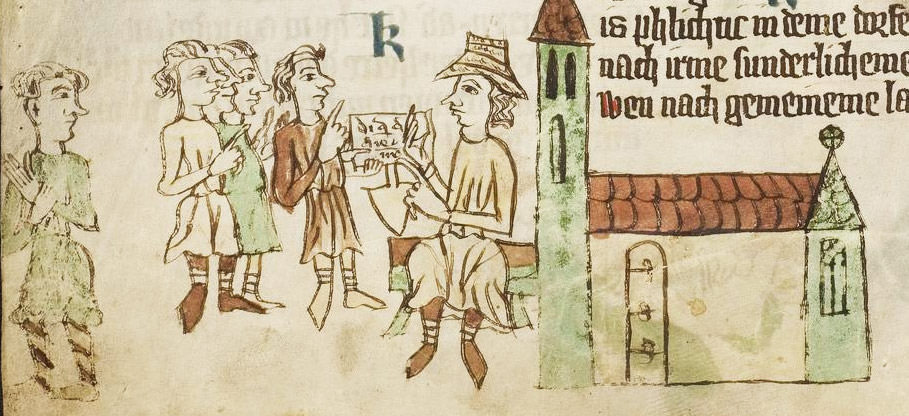
Une des illustrations du Sachsenspiegel. Un Wende se tient à gauche, faisant signe qu'il ne comprend pas le discours. Il a la tête à moitié rasée et des jambes enveloppées de façon caractéristique, comme tous les Wendes du Sachsenspiegel.

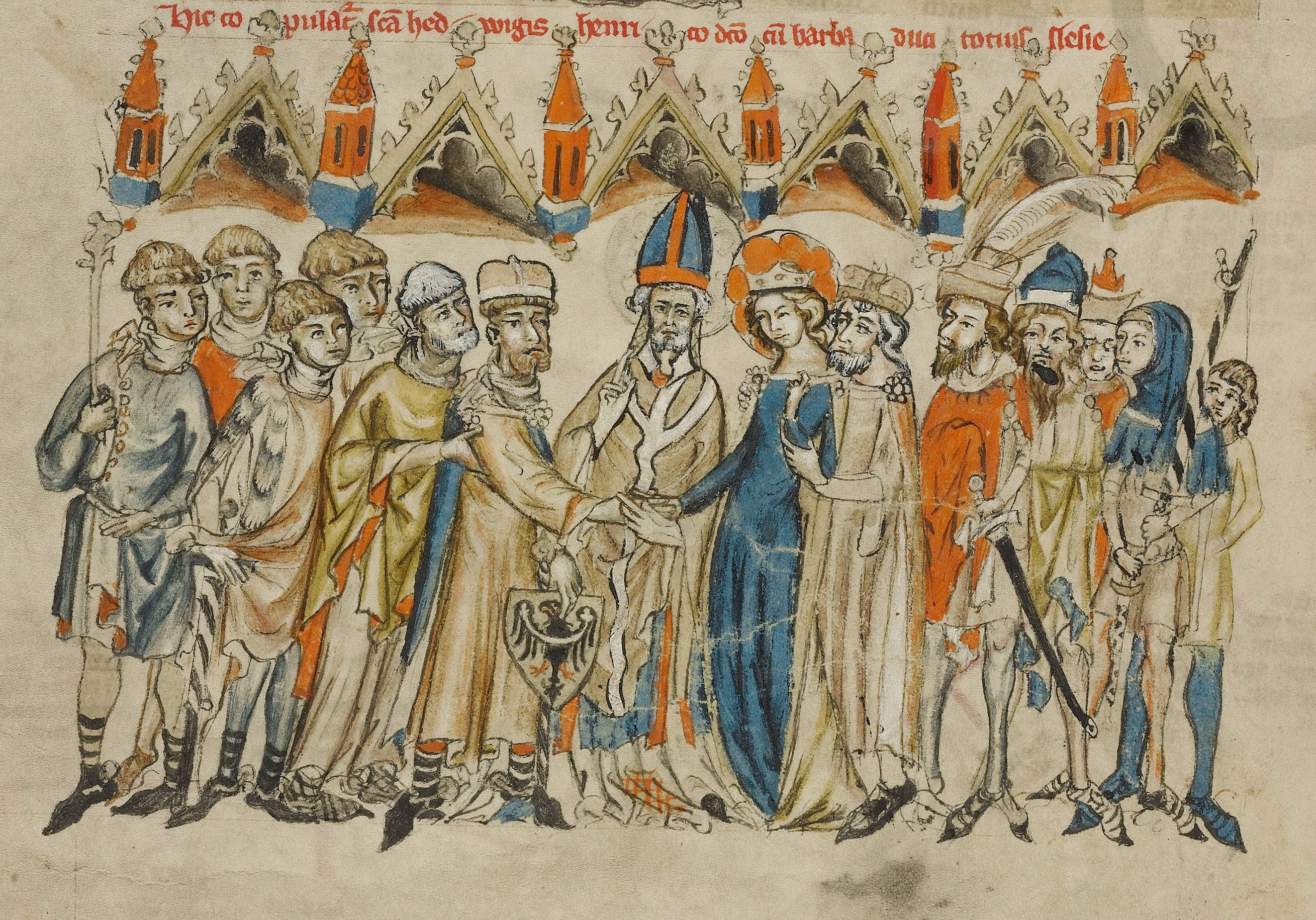
Mariage d'Henri Ier le Barbu et d'Edwige de Silésie, XIVe siècle. Les Polonais sont à gauche, avec la tête à moitié rasée. Les Polonais du Moyen Âge n'aimaient pas la pilosité trop longue : la barbe d'Henri leur semblait si étrange qu'ils l'appelait « le Barbu ».

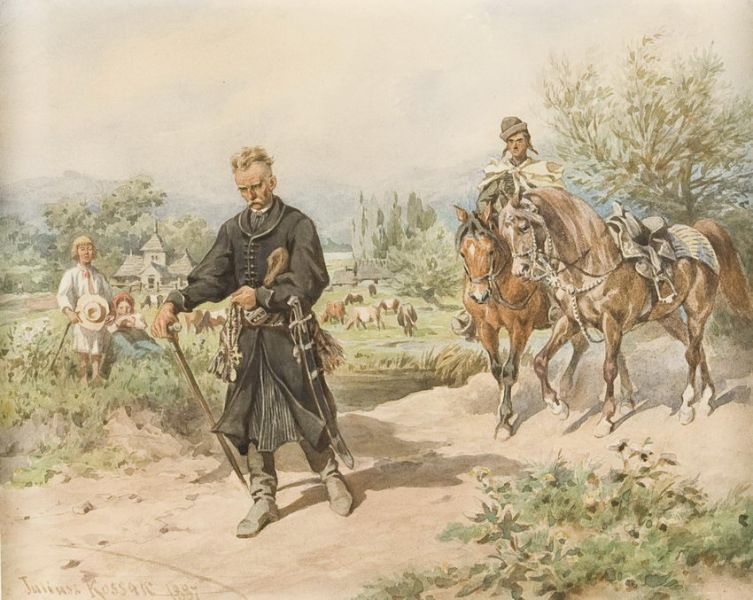
Le dernier des Nieczujas, tableau de Juliusz Kossak (1887).

La czupryna (ou wysokie polskie cięcie, podgolony łeb, łaszczówka) était une coupe de cheveux traditionnelle des nobles polonais, associée principalement au mouvement du sarmatisme, mais également portée par les Polonais du Moyen Âge. Elle se caractérise par un rasage des cheveux au-dessus des oreilles et sur la nuque, laissant un toupet de cheveux plus longs maintenus sur le dessus de la tête. Pendant des centaines d’années, il s'est agi de la coiffure typique des Polonais.

## Histoire
Les origines de cette coiffure ne sont pas claires. Elle était probablement porté avant le XIIe siècle, et s'est maintenue jusqu'à sa lente disparition au XVIIIe siècle. Certaines des premières mentions du « crâne à moitié rasé des Polonais » ont été trouvées sous la plume d'un moine un franciscain écrivant en 1308, Wincenty de Kielcza (moitié du XIIIe siècle), et le poète autrichien Seifried Helbling (en) (fin du XIIIe siècle),. Dans les chroniques de Mierzwa (du début du XIVe siècle), de Cracovie, on peut également lire que le prince Leszek le Noir (mort en 1288) se laissait pousser les cheveux pour s'attirer les bonnes grâces des Allemands, ce qui était donc scandaleux à la fois à son époque et à l'époque de la chronique. 
Les sources graphiques témoignant de l'existence de la czupryna comprennent la patène de la cathédrale de Płock commandée par Conrad Ier de Mazovie (moitié du XIIIe siècle), ainsi que la patène commandée par Mieszko III le Vieux (année 1195) pour le monastère cistercien de Ląd, et le sol de Wiślica (années 1175-1180).

## Typologie
Au fil des siècles, dans la littérature polonaise, on peut observer une nomenclature spécialisée autour de la czupryna. Il est possible d'en distinguer différents types :
- czupryna (staro)polska – « à l'ancienne ». Il s'agit du type le plus ancien ; on le retrouve dans des sources médiévales, et l'on sait que Jean III Sobieski portait également ce type de czupryna ;
- czupryna łaszczowa. Référence à Samuel Łaszcz (en), qui, selon les sources, l'a popularisé. Le rasage montait plus haut sur le crâne ;
- czupryna czerkieska – la czupryna tcherkesse. D'après le nom, nous pouvons déduire que ce type était probablement similaire aux coupes de cheveux traditionnelles des hommes circassiens ;
- czupryna szwedzka – la czupryna suédoise. Selon les sources, le rasage était plus bas, plus proche de la tonsure de l'Ordre de Saint-Benoît, et saupoudré de poudre ;
- głowa cybulana – la czupryna en forme d'oignon. Un nom ludique pour une tendance qui consiste à réduire la czupryna à quelques cheveux au sommet de la tête[7],[8].

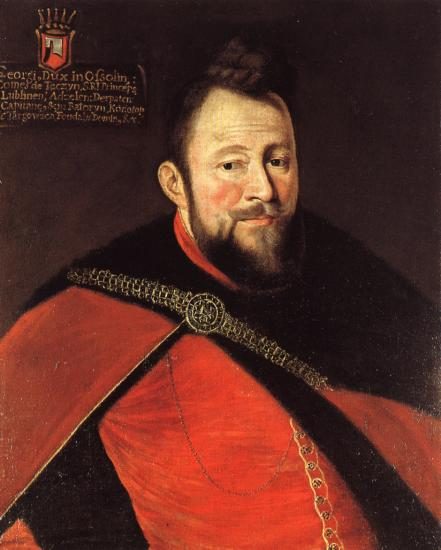
, vers 1635. Une autre version populaire et ultérieure de la czupryna, avec une touffe de cheveux plus épaisse sur le dessus du crâne.